# Marcelle Moraes
Marcelle Mendes Rodrigues de Moraes est une ancienne joueuse de volley-ball brésilienne née le 17 octobre 1976 à Lavras (Minas Gerais). Elle mesure 1,81 m et jouait au poste de passeuse. Elle a totalisé 57 sélections  en équipe du Brésil.

## Clubs
| Club                       | De        | À         |
| -------------------------- | --------- | --------- |
| Minas Tênis Clube          | 1995-1996 | 1995-1996 |
| Leites Nestlé              | 1996-1997 | 1996-1997 |
| Club Athletico Paulistano  | 1997-1998 | 1997-1998 |
| Osasco Voleibol Clube      | 1998-1999 | 2001-2002 |
| São Caetano Esporte Clube  | 2002-2003 | 2002-2003 |
| Automóvel Clube Fluminense | 2003-2004 | 2004-2005 |
| Macaé Sports               | 2005-2006 | 2005-2006 |
| RC Cannes                  | 2006-2007 | 2006-2007 |
| Giannino Pieralisi Volley  | 2007-2008 | 2007-2008 |
| Zaretchie Odintsovo        | 2008-2009 | 2008-2009 |

## Palmarès

### Équipe nationale
- World Grand Champions Cup
  - Vainqueur : 2005.
- Grand Prix Mondial
  - Vainqueur : 2005, 2006.
- Championnat d'Amérique du Sud
  - Vainqueur : 2001, 2005.
- Championnat du monde des moins de 20 ans
  - Finaliste : 1995

### Clubs
- Supercoupe d'Italie
  - Finaliste : 2007.
- Championnat de France
  - Vainqueur : 2007.
- Coupe de France
  - Vainqueur : 2007.
- Coupe de Russie
  - Finaliste : 2009.
- Championnat de Russie
  - Finaliste : 2009.
- Championnat du Brésil
  - Vainqueur : 1997.
  - Finaliste : 2002.

### Distinctions individuelles
- Grand Prix Mondial de volley-ball 2002: Meilleure passeuse.
- Championnat du monde de volley-ball féminin 2002 : Meilleure passeuse[1].